# Nilüfer Göle
Nilüfer Göle (Ankara, 1953. október 3. –) török szociológus, a modern művelt, városi vallásos muszlim nők politikai mozgalmának fő szakértője. 
1982-ben a párizsi École des Hautes Études en Sciences Socialesben (EHESS) doktorált. 1986–2001 közt az isztambuli Boğaziçi Egyetem professzora volt, itt habilitált 1988-ban. Jelenleg az École des hautes études en sciences sociales, Centre d’Analyse et d’Intervention Sociologiques (CADIS) tanulmányi igazgatója. Személyes interjúk alapján készített részletes esettanulmányokat fiatal török nőkről, akik a fundamentalista iszlám nemi szerepei felé fordultak. Szociológiai megközelítésével az eurocentrizmus szélesebb kritikáját is megalkotta a 20. század végén kialakuló muszlim identitásokkal kapcsolatban. Foglalkozott a fejkendőviselet kérdésével és a multikulturális világban élés bonyoldalmaival.
Vendégprofesszorként előadott a Michigani Egyetemen, a Massachusetts Institute of Technologyban és a New York-i New School for Social Researchben is. 2012-ben a Leuphana Universität Lüneburg díszdoktorává avatták. Jelenleg Franciaországban él.

## Válogatás műveiből
- Interpénétrations: L’Islam et l’Europe. (Paris: Galaade Editions, 2005).
- “Islamisme et féminisme en Turquie: regards croisés,” in Le foulard islamique en questions (Paris: Éditions Amsterdam, 2004).
- Ed. with Ludwig Ammann, Islam in Sicht. Der Auftritt von Muslimen im öffentlichen Raum. (Bielefeld: Transcript-Verlag, 2004).
- The Forbidden Modern: Civilization and Veiling. (Ann Arbor: University of Michigan Press, 1997).

## Külső hivatkozások
- Centre d'Analyse et d'Intervention Sociologiques
- Courses taught by Göle at EHESS (2009-2010)
- PBS Interview with Nilüfer Göle
- Interview with Nilüfer Göle: Shifting Identities and the Stakes of Turkish Democracy[halott link]
- Nilüfer Göle
- Nilüfer Göle, Interview 2002 bei pbs

## Fordítás
- Ez a szócikk részben vagy egészben  a   Nilüfer Göle című angol Wikipédia-szócikk ezen változatának fordításán alapul.  Az eredeti cikk szerkesztőit annak laptörténete sorolja fel. Ez a jelzés csupán a megfogalmazás eredetét és a szerzői jogokat jelzi, nem szolgál a cikkben szereplő információk forrásmegjelöléseként.
- Ez a szócikk részben vagy egészben  a   Nilüfer Göle című német Wikipédia-szócikk ezen változatának fordításán alapul.  Az eredeti cikk szerkesztőit annak laptörténete sorolja fel. Ez a jelzés csupán a megfogalmazás eredetét és a szerzői jogokat jelzi, nem szolgál a cikkben szereplő információk forrásmegjelöléseként.